# Colopisthus tresesquinas
Colopisthus tresesquinas là một loài chân đều trong họ Cirolanidae. Loài này được Moore & Brusca miêu tả khoa học năm 2003.